# Ландау, Адольф Ефимович
Адольф Ефимович (Арон Хаимович) Ландау (ивр. אדולף (אהרן) לנדאו‎; 1842—1902) — русско-еврейский публицист и издатель, переводчик, журналист. Отец Г. А. Ландау.

## Биография
Родился в 1842 году в Россиенах Ковенской губернии. Учился в Виленском раввинском училище, затем слушал лекции на юридическом факультете Санкт-Петербургского университета.
Первыми литературными опытами А. Ландау стали «Письма» в журнале «Рассвет» О. А. Рабиновича (1860 год) и статьи в «Северной почте», «Библиотеке для чтения» и «Современном листке».
В соответствии с духом своего времени А. Е. Ландау усвоил тот взгляд, что, когда русское общество ознакомится с еврейской жизнью и освободится от предрассудков, евреи станут равноправными гражданами.
Работая в редакции «Санкт-Петербургских ведомостей» (руководимых В. Ф. Коршем), Ландау напечатал здесь ряд статей в защиту еврейства; тогда же он перевел этнографические очерки Еллинека о «Еврейском племени» и этюд Дейтша «Что такое Талмуд».
Под псевдонимом «Гамаббит» Ландау печатал статьи в русско-еврейском периодическом печатном издании «День», он также публиковался и во втором «Рассвете» под редакцией А. О. Цедербаума (1879—1880).
Однако широкую известность среди еврейской диаспоры Ландау приобрел не своими публицистическими статьями, а созданным и руководимым им органом «Восход». Ещё в 1871 году Ландау стал издавать сборники под названием «Еврейская библиотека», которые создали в известной степени новую эпоху в русско-еврейской журналистике; своими сборниками Ландау дал видным еврейским писателям возможность выступить с более обширными трудами, для которых не было места в немногочисленных русско-еврейских печатных органах. А в 1881 году Ландау стал издавать ежемесячный журнал «Восход», при котором в 1882 году начал выходить еженедельник «Хроника „Восхода“». Сам сотрудничая в журнале и еженедельнике, Ландау руководил обоими органами почти без перерывов до 1898 года.
Только благодаря своей исключительной энергии и неуклонной воле Адольф Ефимович Ландау добился того, что, несмотря на неблагоприятные внешние условия — малочисленность читателей, недостаточность литературных сил, цензурный гнет, «Восход» продолжал существовать в то время, как возникшие несколько ранее «Русский еврей», «Рассвет» и другие издания прекратили своё существование. Крупной заслугой Ландау является то, что он вызвал в более широких кругах еврейского общества интерес к судьбам еврейства, к серьёзному исследованию вопросов еврейской жизни, что постепенно создал контингент читателей и увеличил число постоянных авторов.
Ландау твердо проводил свои взгляды, не отступая перед нападками и перед агитацией, которая была поднята против его органа с развитием националистического движения. Однако многолетняя тяжелая работа редактора-издателя надломила его силы. В 1898 году Адольф Ландау перестал принимать непосредственное участие в журнале, а в следующем году он передал его другой редакции.
В 1901 году А. Е. Ландау выпустил после двадцатилетнего перерыва IX том «Еврейской библиотеки» и незадолго до смерти подготовил к печати бо́льшую часть Х тома. Ландау также издал также перевод VІ тома «Истории евреев» Греца и «Истории еврейской литературы» Карпелеса.
В «Обществе распространения просвещения» был создан капитал имени Ландау для выдачи премий за историко-культурные исследования.
Адольф Ефимович Ландау умер в 1902 году в городе Берлине и был погребён в Санкт-Петербурге.
Его сын Григорий (1877—1941) пошёл по стопам отца и посвятил жизнь журналистике.